# Jean-Baptiste Huet

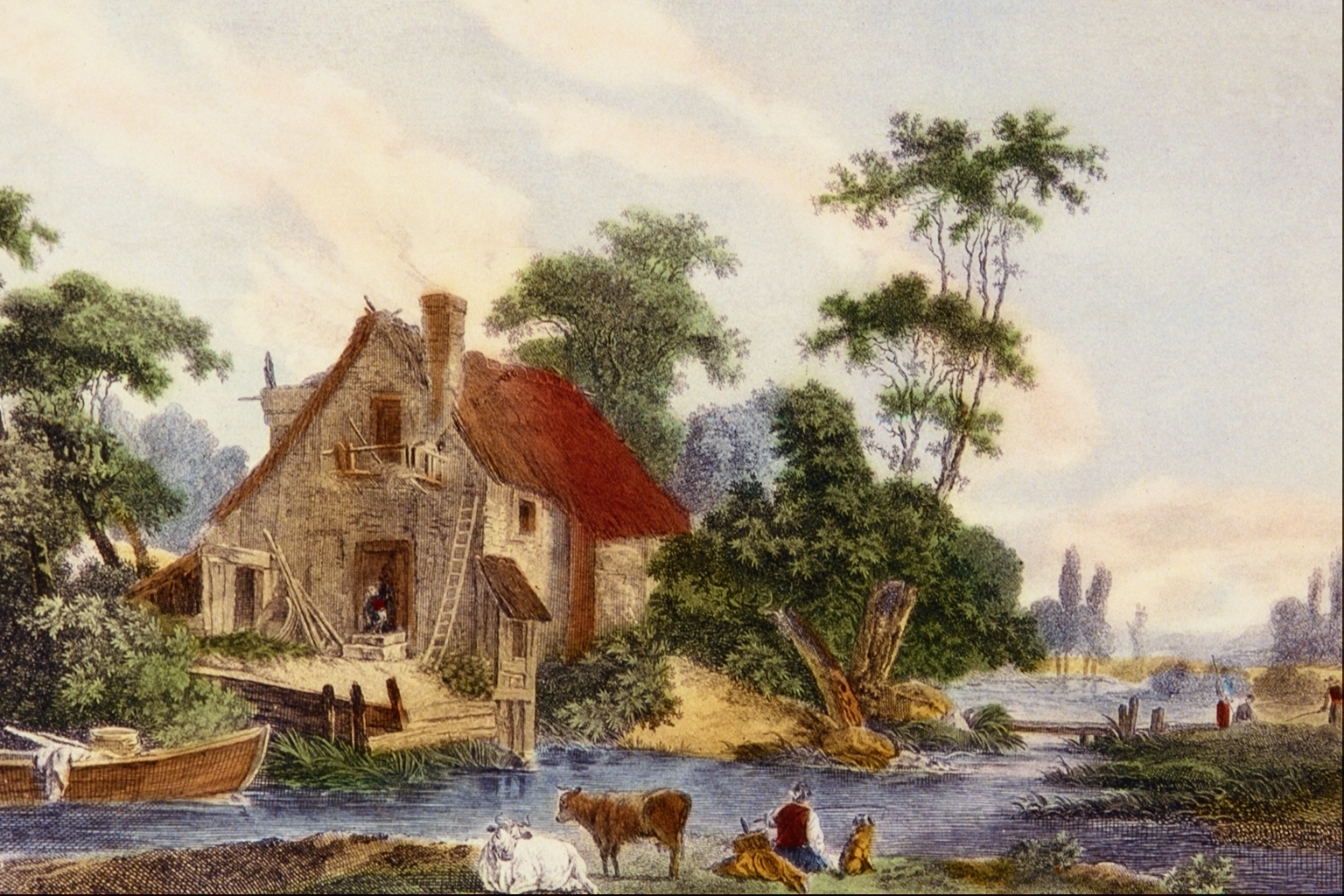
Vue des Environs de Mantes

Jean-Baptiste Marie Huet (Parijs, 15 oktober 1745 – aldaar, 27 januari 1811) was een Frans kunstschilder, graveur en ontwerper uit de periode van de rococo. Hij was een navolger van François Boucher.
Huet stamde uit een kunstenaarsgeslacht. Hij werd aanvankelijk opgeleid door zijn vader Nicolas Huet. Zijn oom Christophe Huet was eveneens kunstschilder.
Hij ging al op jeugdige leeftijd in de leer bij de dierenschilder Charles Dagomer. In deze periode begon hij ook prenten te maken. Hij raakte bekend met de prentkunstenaar Gilles Demarteau (1722-1776), die ingekleurde gravures maakte van het werk van Huet en Boucher, een methode die het werk zou populariseren en daarmee tevens winsten genereerde. Huet werkte samen met Boucher en Jean-Honoré Fragonard aan de decoratie van de woning van Demarteau.
Rond 1764 werkte hij in de studio van Jean-Baptiste Le Prince, waar hij zijn bekwaamheden als graveur verder ontwikkelde.
In 1769 stelde hij voor het eerst werk tentoon in de Parijse salon. In dat jaar werd hij ook toegelaten tot de Académie Royale. Tot 1789 stelde hij geregeld werk tentoon in de salon. Latere tentoonstellingen van zijn werk in die omgeving vonden plaats in 1800 en 1801.
Huet werd vooral bekend door zijn kleine, fijnzinnig uitgevoerde tekeningen en schilderijen van dieren, variërend van groot vee tot insecten, en door vee- en jachtstukken in naturalistische trant. Ook zijn pastorale werken van landschappen met herders verwierven faam. Hij was tevens een begaafd ornamentontwerper.